# مته (آلبوم چندآهنگه)
«مته» (به انگلیسی: Drill) آلبومی از گروه موسیقی آلترنتیو راک ریدیوهد است که در سال ۱۹۹۲ میلادی منتشر شد.